# Осилки
Оси́лки або Асилки (біл. асілкі) — богатирі-велетні.
У міфах східних слов'ян згадуються велетні, які жили у давні часи, та які створювали річки, споруджували гори. Коли ж вони сердилися, виривали з коренями дерева, скидали камені з гір, влаштовували буревії та шторми. Граючись, кидали у небо булави, чим викликали грім. Бундюючись своєю силою, велетні стали погрожувати небесним богам, розсердили їх та були ними знищені.